# Stefan Kulovits
Stefan Kulovits (født 19. april 1983 i Wien) er en østrigsk fodboldspiller, der spiller som midtbanespiller i 2. Bundesliga-klubben SV Sandhausen. Han har spillet for klubben siden 2013, hvor han kom til fra barndomsklubben Rapid Wien. Han har bl.a. vundet to østrigske mesterskaber med Rapid Wien, i henholdsvis 2005 og 2008.

## Landshold
Kulovits har (pr. 28. juni 2013) spillet fem kampe for det østrigske landshold, som han debuterede for den 8. februar 2005 i en venskabskamp mod Cypern. 

## Titler
Østrigs Bundesliga
- 2005 og 2008 med Rapid Wien